# تپه‌های یک و دو قلعه خرگوشی
تپه‌های یک و دو قلعه خرگوشی مربوط به سده ۴ و ۵ ق است و در شهرستان تربت جام، ۱۰۰ متری شمال روستای خرگوشی واقع شده و این اثر در تاریخ ۱۶ اسفند ۱۳۸۴ با شمارهٔ ثبت ۱۴۳۷۸ به‌عنوان یکی از آثار ملی ایران به ثبت رسیده‌است.